# Koreocobitis rotundicaudata
Koreocobitis rotundicaudata es una especie de pez de la familia Cobitidae en el orden de los Cypriniformes. Se encuentra en Corea del Sur. Vive en zonas de clima templado. Se alimenta de insectos acuáticos.
Los machos pueden llegar alcanzar los 17 cm de longitud total. Su número de  vértebras oscila entre 47 y 49.